# Ferdinand Stamm
Ferdinand Stamm, Künstlername Fernand, (* 11. Mai 1813 in Orpus; † 29. Juli 1880 in Pötzleinsdorf) war ein böhmisch-österreichischer Schriftsteller, Journalist und Politiker.
Stamm wurde im böhmischen Teil des Erzgebirges als Sohn eines Bergwerksbesitzers geboren. 1848 wurde er Mitglied des Kremsier Reichstags und gleichzeitig Redakteur der Deutschen Zeitung aus Böhmen. Im darauffolgenden Jahr zog er nach Komotau, wo er bis 1856 lebte, bevor er in die Landeshauptstadt Wien umzog. Dort wurde er 1861 Mitglied des Böhmischen Landtags und des Österreichischen Reichstags. Im Jahre 1877 begann Ferdinand Stamm mit der Herausgabe des Österreichischen Jahrbuchs. Drei Jahre später starb er.